# Siguatepeque
Siguatepeque – miasto w środkowym Hondurasie, w gminie Siguatepeque. W 2009 roku liczyło 54 100 mieszkańców. Miasto stanowi ośrodek przemysłu spożywczego i włókienniczego.